# Bengt Lundqvist
Bengt Lundqvist född Bengt Hjalmar Lundqvist 28 april 1923 i Helgesta, Södermanlands län,  död 16 november 2001 i Högalids församling, Stockholm, svensk skådespelare. 
Han var gift med skådespelerskan Inga-Lill Åhström. 

## Filmografi
- 1955 – Danssalongen
- 1948 – Janne Vängmans bravader

## Teater

### Roller (ej komplett)
| År   | Roll | Produktion                           | Regi          | Teater      |
| ---- | ---- | ------------------------------------ | ------------- | ----------- |
| 1950 |      | Tio små niggerpojkar Agatha Christie | Börje Mellvig | Riksteatern |
| 1951 |      | Det hände i Marseille Marcel Pagnol  | Erik Berglund | Riksteatern |